# Anquette
Anquette es un grupo de chicas de Miami Bass (tipo de hip hop que fue popular en la década de los 80’ y 90’) procedentes de Miami, Florida, EE. UU. Debutaron con una versión de 2 Live Crew del tema "Throw the D", llamado "Throw the P" (1986). Anquette hizo su debut en 1989 con el LP Respect con una versión copiada del “Respect” de Aretha Franklin, "I Will Always Be There for You", un hit en el R&B, y otro tema dedicado a Janet Reno. Otros cortes dignos de mención son "Ghetto Style" y "Shake It (Do the 61st)". Anquette regresó a la escensa en 1997 con la canción "My Baby Mama".

## Discografía
- 1989 Respect

- Datos: Q4770469